# Eugryllacris ruficeps
Eugryllacris ruficeps är en insektsart som först beskrevs av Jean Guillaume Audinet Serville 1831.  Eugryllacris ruficeps ingår i släktet Eugryllacris och familjen Gryllacrididae.

## Underarter
Arten delas in i följande underarter:
- E. r. viridiceps
- E. r. ruficeps
- E. r. stigmaticeps